# Identificativo del servizio mobile marittimo
L'identificativo del servizio mobile marittimo (in inglese: Maritime Mobile Service Identity - MMSI) è un codice di 9 cifre utilizzato nel traffico radio marittimo per identificare, in maniera univoca, una stazione radio costiera, su una nave oppure un gruppo di navi o di stazioni costiere.
Il numero è formato da un codice nazionale di tre cifre, chiamato MID (Maritime Identification Digit cioè Identificativo di nazionalità) e altre 6 cifre che cambiano posizione a seconda del tipo di stazione radio.